# Broken (Mastermind)
Broken is een cd-single dan wel ep van Mastermind. De compact disc werd uitgegeven als voorbereiding op het dan nog te verschijnen studioalbum Insomnia. Dat album werd bij Broken aangekondigd als verschijnend in 2006. Het zou echter tot 2010 duren voordat dat album op de markt verscheen. 

## Musici
- Bill Berends- gitaar, gitaarsynthesizer
- Laura Johnson – basgitaar, zang
- Tracy McShane – zang
- Rich Berends – slagwerk, percussie

## Muziek
Bedoeld of onbedoeld zijn een aantal citaten in de muziek terechtgekomen. Broken begint met de toon waarmee ook Rushs Tom Sawyer begint. In The queen of Sheba is een fragment van Emerson, Lake & Palmers Tarkus te horen. Anderen gave aan ook fragmenten van Cream te horen.

| Nr. | Titel                                                  | Duur |
| --- | ------------------------------------------------------ | ---- |
| 1.  | Broken (van Insomnia)                                  | 4:22 |
| 2.  | Break me down (van Insomnia)                           | 3:30 |
| 3.  | Weak and powerless (live ingespeeld oud materiaal)     | 5:00 |
| 4.  | The queen of Sheba (live ingespeeld oud materiaal)     | 9:02 |
| 5.  | William Tell Ouverture (live ingespeeld oud materiaal) | 3:11 |
| 6.  | A million miles away (live ingespeeld oud materiaal)   | 7:51 |
| 7.  | I’m so glad (live ingespeeld oud materiaal)            | 4:58 |
| 8.  | Broken (extended mix)                                  | 5:35 |